# Schabbelstiftung
Die Schabbelstiftung, auch Schabbel’sche Stipendienstiftung, war bis ins frühe 20. Jahrhundert eine der bedeutendsten bürgerlichen Stipendienstiftungen in Deutschland. Sie ist zu unterscheiden vor der Stiftung des Konditormeisters Heinrich Schabbel zur Einrichtung des Schabbelhauses.

## Geschichte
Die Stiftung wurde am 20. Dezember 1637 von Heinrich Schabbel (1565–1639), einem wohlhabenden, unverheirateten und kinderlosen Kaufmann und Bürger in Hamburg errichtet. Angeregt wurde er dazu durch seinen Bruder, den Lübecker Syndicus Hieronymus Schabbel, sowie den Lübecker Superintendenten Nikolaus Hunnius. Schabbel hatte schon zuvor an einzelne Theologiestudenten ein Stipendium vergeben, so an Aegidius Ernst Hunnius (1614–1634), den Sohn des Superintendenten, der 1634 als Student in Königsberg an den Folgen eines Überfalls gestorben war.
Aus den Zinsen des Kapitals wurden jährlich vier Stipendien an Studenten der Evangelischen Theologie vergeben. Sie waren gebunden an bestimmte Studienorte („wo selbst das reine Wort Gottes nach der Augspurgischen Confession und Formula Concordiae gelehret wird“) und Leistungsnachweise, und man erwartete, dass die Stipendiaten später leitende Kirchenämter im norddeutschen Raum übernehmen würden. Das Stipendium stand auch Auswärtigen offen. Die Regeln der Stiftung machte den Stipendiaten sehr genaue Vorschriften, verpflichtete sie zu strenger Konzentration auf die eigentlich theologischen Fächer und zum Meiden von Fechten, Spielen, Gelagen und Tanz. Zum Ende ihrer Studien waren sie verpflichtet, „durch eine gedruckte theologische Abhandlung die gute Anwendung der ihnen erzeigten Wohltat zu erweisen.“
Erster Verwalter war der Neffe des Stifters, der Wismarer Bürgermeister Heinrich Schabbel. Nach dessen Tod 1677 wurde die Verwaltung des Schabbel-Stipendiums nach Lübeck verlegt, da dort Anverwandte des Stifters lebten, der Lübecker Bürgermeister David Gloxin, der Mann von Heinrich Schabbels Schwester Anna, und nach ihm sein Sohn Anton Heinrich Gloxin. 
1737 konnte das 100-jährige Bestehen gefeiert werden. Dies geschah mit einem Festakt im Auditorium des Katharineums und einer später auch gedruckten Rede des Rektors Johann Henrich von Seelen. Administrator der Stiftung war zu diesem Zeitpunkt der Ratsherr Georg Heinrich Gercken; Stipendiaten waren in Wittenberg Immanuel Ernst Hahn aus Dresden und ihm folgend Ernst Friedrich Wernsdorf, in Rostock Johann Heinrich Burgmann und Zacharias David Schulemann, der 1737 aus Jena nach Rostock zurückkehrte und hier Magister wurde, sowie Erich Simon Heinrich von Seelen, ein Sohn des Rektors. Die Stipendiaten würdigten das Jubiläum an ihren Studienorten mit Disputationen.
1896 betrug der Stiftungsfonds ca. 104.000 Mark. Es wurden nach wie vor vier Stipendien für Theologen vergeben, zu je 800 Mark. Die Beträge wurden je nach dem Zinsfuß erhöht oder vermindert und halbjährlich ausbezahlt. Durch eintretende Erledigung eines Stipendiums etwa verfügbar werdende Teilsummen der Stipendienbeträge waren zu frommen Zwecken („ad pias causas“) zu verwenden. Überschüsse über die zu Stipendien bestimmten Stiftungseinnahmen konnten auch zu einmaligen Stipendien an Studierende anderer Fakultäten, namentlich an Philologen, verliehen werden. Verwandtschaft mit dem Stifter begründete ein Vorzugsrecht auf den Genuss. Verwaltet wurde die Stiftung im Auftrag des Senats von der „Centralarmendeputation“.
In Folge der Inflation der 1920er Jahre ging die Stiftung 1929 ein. Ihre Unterlagen (52 Akteneinheiten) werden im Archiv der Hansestadt Lübeck verwahrt. Die darin enthaltenen Briefe und Studienberichte von August Hermann Francke an Anton Heinrich Gloxin sind digitalisiert.

## Liste bedeutender Stipendiaten (chronologisch)
- Johann Botsack (1600–1674), Oberpfarrer und Senior in Danzig
- Peter Rehbinder (1609–1671), Superintendent in Lüneburg
- Lucas Bacmeister (1617–1662), Superintendent in Ratzeburg
- Christian Bilefeld (1619–1695), Superintendent in Wernigerode und Delitzsch
- Johann Ernst Gerhard der Ältere (1621–1668), Professor in Jena
- Sebastian Niemann (1625–1684), Generalsuperintendent für Holstein
- Michael Siricius (1628–1685), Professor und Superintendent in Rostock
- Wilhelm Zesch (1629–1682), Superintendent in Wertheim
- Wilhelm Verpoorten (1631–1686), Generalsuperintendent in Coburg
- Christian Kortholt der Ältere (1633–1694), Professor in Kiel
- Philipp Ludwig Hanneken (1637–1706), Professor in Wittenberg
- Caspar Hermann Sandhagen (1639–1697), Generalsuperintendent für Holstein
- Adam Tribbechov (1641–1687), Generalsuperintendent in Gotha
- Thomas Honstedt (1642–1704), Hauptpastor und Senior in Lübeck
- Justus Christoph Schomer (1648–1693), Professor in Rostock
- Bartholomäus Botsack (1649–1709), Professor in Kopenhagen
- Johann Wilhelm Petersen (1649–1727), Superintendent in Lüneburg (abgesetzt), radikaler Pietist
- Hector Gottfried Masius (1653–1709), Professor in Kopenhagen
- Johann Joachim Wolf (1656–1706), Pfarrer in Magdeburg
- Heinrich Brandanus Gebhardi (1657–1729), Generalsuperintendent von Schwedisch-Pommern
- Adam Herold (1659–1711), Superintendent in Eilenburg
- Michael Vermehren (1659–1718), Hauptpastor in Lübeck (Aegidien)
- Hermann von der Hardt (1660–1746), Professor in Helmstedt
- August Hermann Francke (1663–1727), Professor in Halle, Gründer der Franckeschen Stiftungen
- Heinrich Muhlius (1666–1733), Generalsuperintendent für Holstein
- Christian Reineccius (1668–1752), Rektor des Gymnasiums illustre Augusteum in Weißenfels
- Zacharias Grapius (1671–1713), Professor in Rostock
- Johann Ehrenfried Pfeiffer (1677–1713), Pastor in Güstrow
- Johannes Tribbechow (1677–1712), Hofprediger von Georg von Dänemark in London
- Johann Georg Reinesius, Pastor in Lübeck (Jakobi)
- Josias Heinrich Opitz (1680–1719), Pastor in Tönning
- Jacob Hieronymus Lochner der Jüngere (1683–1764)
- Samuel Christian Hollmann (1696–1787), Professor in Wittenberg und Göttingen
- Georg Wilhelm Overkamp (1707–1790), Orientalist, Professor in Greifswald
- Peter Sasse (1709–1776), Professor in Rostock
- Johann Dietrich Winckler (1711–1784), Hauptpastor in Hamburg
- Georg Philipp Schmidt von Lübeck (1766–1849), Justizrat, Lyriker
- Marcus Jochim Karl Klug (1799–1872)
- Alexander Michelsen (1805–1885)
- Friedrich Luger (1813–1890)
- Amandus Weinreich (1860–1943)